# 刘碧伟
刘碧伟（1955年11月—），男，湖南人，中华人民共和国外交官。

## 生平
毕业于北京外国语学院。1979年，进入中华人民共和国外交部工作，先后在外交部干部司、驻埃塞俄比亚大使馆、驻老挝大使馆、外交部办公厅任职，后任办公厅参赞。2000年，任国务院办公厅秘书。2003年8月，出任中华人民共和国驻纽约总领事。2007年12月，出任中华人民共和国驻爱尔兰大使。2011年，挂职中国铝业公司副总经理。2013年11月，出任中华人民共和国驻丹麦大使。2017年，任满退休。2018年，任中国公共外交协会副会长。

## 家庭
已婚，有一子。